# Sarimarais pinheyi
Sarimarais pinheyi är en fjärilsart som beskrevs av Sergius G. Kiriakoff 1962. Sarimarais pinheyi ingår i släktet Sarimarais och familjen tandspinnare. Inga underarter finns listade.